# CAMP
CAMP (C.A.M.P., Camp (итал. Concezione Articoli Montagna Premana, досл: горное снаряжение из Преманы) — итальянская компания, один из ведущих мировых производителей снаряжения для активного отдыха и спорта, преимущественно его горных видов: альпинизма, скалолазания, трейлраннинга, спелеологии, туризма, а также промышленной безопасности.
Основана в 1889 году на севере Италии в небольшой деревушке Премана кузнецом Никола Кодега и первоначально специализировалась на изготовлении кованых изделий для повседневных нужд, в частности, производством колокольчиков для скота. Спустя 30 лет начала производство горного снаряжения (ледорубов), а после начала сотрудничества с одним из ведущих альпинистов Италии Риккардо Кассином полностью перешла на изготовление спортивного инвентаря. В настоящее время является частью CAMP Group, объединяющим также бренды Cassin и CAMP Safety.

## История
Компания основана в 1889 году кузнецом из небольшой деревушки на севере Альп Премана Никола Кодега (итал. Nicola Codega) и первоначально специализировалась на изготовлении кованых изделий для повседневных нужд, в частности, производством колокольчиков для скота. Дело отца продолжил его сын Антонио, который после окончания Первой мировой войны получил заказ на изготовление в интересах армии Италии ледорубов. Толчком для дальнейшего развития бизнеса послужило сотрудничество Антонио с автором и разработчиком альпинистского снаряжения Риккадо Кассином, который после окончания Второй мировой войны начал заниматься продажей альпинистского снаряжения собственной конструкции: скальных крючьев, айсбайлей, ледорубов, карабинов и кошек. В 1997 году бренд «Cassin» перешёл в собственность фирмы CAMP, но и по настоящее время под этой маркой выпускается ряд высокотехнологичных продуктов компании.
Третье поколение семьи Кодега (Орацио, Николино, Самуэле и Бенедетто) продолжило сотрудничество с ведущими альпинистами с мировым именем, такими как Ренато Казаротто, Ежи Кукучкой, Патриком Габарру, а также с братьями Лоу — американскими альпинистами — основателями компании «Lowe Alpine» (Грэгом и Джеффом). Результатом этого сотрудничества стала серия инновационных продуктов типа «кулачков», кошек Foot Fang и ледовых инструментов.
Четвёртое поколение Кодега, возглавляющее компанию (Эдди, Антонио, Паоло, Джованни, Изакко и Андреа) также продолжает сотрудничество с альпинистами, такими как Симоне Моро, Денисом Урубко.и другими для совершенствования своей продукции, а также начала специализироваться в отрасли промышленной безопасности.
Продукция компании продаётся в 80-ти странах мира, а сама компания имеет свои представительства в США, Франции и России.